# Гонки на бычьих упряжках (Мадура)

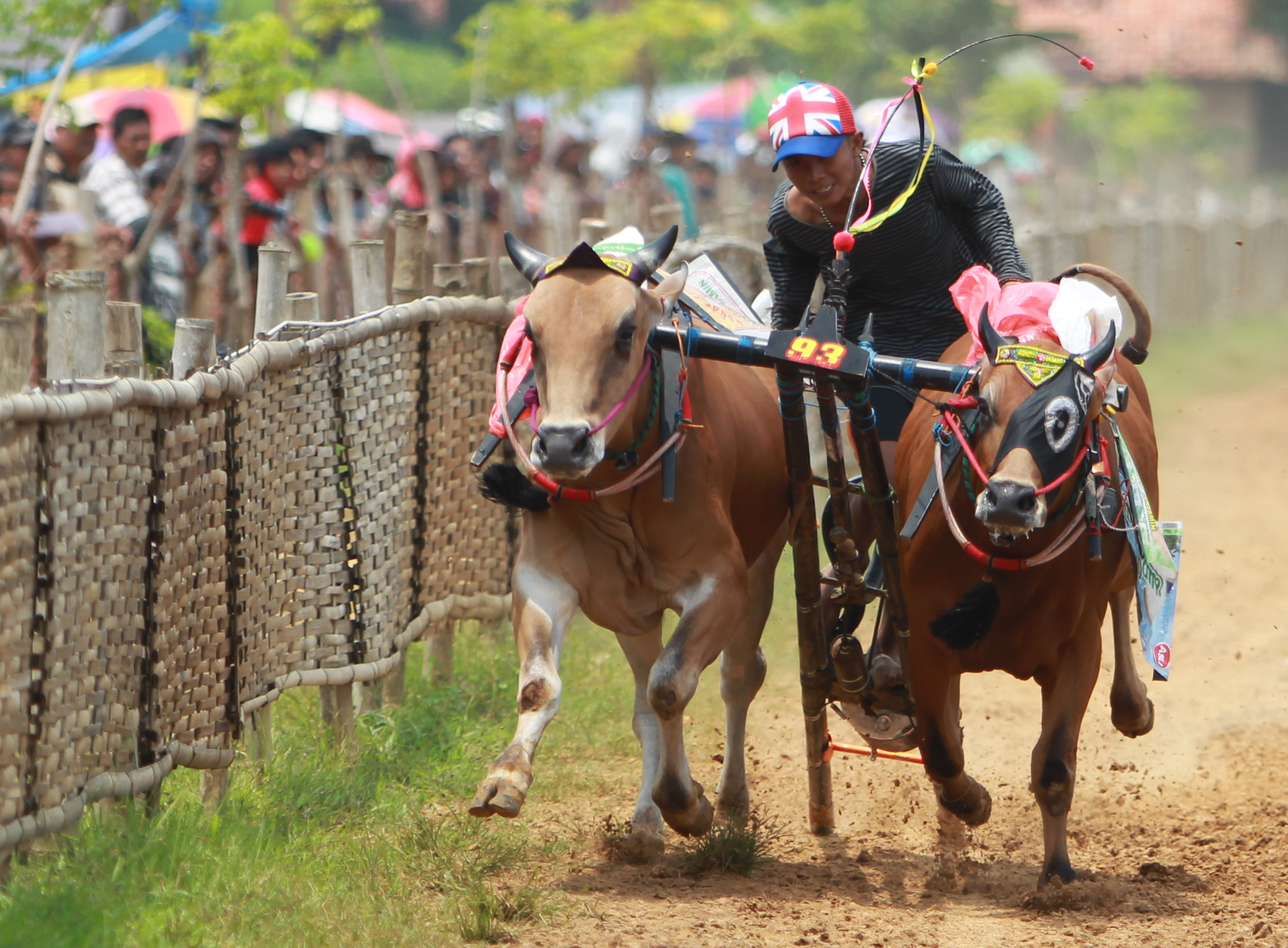
Гонки на быках — излюбленное зрелище мадурцев

Гонки на бычьих упряжках (мад. Kerrabhân sapè, индон. Karapan sapi) — состязания, регулярно проводимые на индонезийском острове Мадура. Являются одной из важнейших культурных традиций местного населения и главных туристических достопримечательностей острова.
В качестве ездовых животных используются самцы местной породы крупного рогатого скота, которая представляет собой результат скрещивания зебу c бантенгом. Перед тем, как запрячь быков попарно в очень лёгкие повозки без колёс и вывести на старт, им устраивают продолжительный смотр: обвешанные различными украшениями, они дефилируют по полю, часто под игру гамелана.
Гонки возникли как элемент праздника, посвящённого завершению сбора урожая, их история исчисляется столетиями. В современной Индонезии они пользуются поддержкой государства: победителям финального тура вручается кубок от имени президента страны. При этом организаторам состязаний приходится реагировать на критику со стороны защитников животных и исламского духовенства.

## История гонок

### Доколониальный и колониальный периоды

Остров Мадура находится у северо-восточного побережья Явы

Гонки на бычьих упряжках являются весьма древней мадурской традицией. Их начало связывают с деятельностью  полулегендарного проповедника ислама и правителя мадурского удельного княжества Суменеп Катандура (индон. Katandur), которое различные индонезийские источники относят к совершенно разным историческим эпохам — от XII до XVII века (историки склоняются к наиболее поздней из датировок). В соответствии с местными преданиями, Катандур приложил много усилий для улучшения условий сельского хозяйства на подвластной ему части Мадуры: этот небольшой остров отличается засушливым климатом и бедными почвами, в результате чего земледелие даёт здесь заметно худшую отдачу, нежели на соседней Яве, тогда как скотоводство всегда было достаточно успешным. Важнейшим его нововведением в этой области стало обучение крестьян пахоте не на одном, как прежде, а на паре быков особой местной породы: вдвоём животные могли тащить более мощный плуг и обеспечивали более эффективную и быструю обработку земли. После того, как благодаря подобной инновации и неустанным молитвам в Суменепе был, наконец, собран небывало богатый урожай, Катандур повелел должным образом отметить это событие, и главным пунктом праздничной программы будто бы и стала гонка на парных бычьих упряжках. Такое состязание было призвано символизировать внедрение нового метода вспашки полей — тем более, что сами бесколёсные повозки-волокуши фактически представляли собой слегка видоизменённые плуги. Таким образом Катандур решил пропагандировать «парную» пахоту и призвать крестьян к более активному разведению тяглового скота. При этом, по одной из легенд, правителем двигали и другие, еще более прагматичные соображения: он якобы хотел выявить владельцев породистого скота, чтобы достоверно определить достаток своих подданных и установить соразмерные налоги.
К концу правления Катандура гонки на быках стали проводиться ежегодно на всей территории Суменепа, занимавшего восточную оконечность Мадуры, а также несколько групп близлежащих небольших островков (по некоторым источникам, сам Катандур был родом с острова Сапуди, и именно там, предположительно, состоялись первые заезды на бычьих упряжках). В последующем началась постепенная популяризация этих состязаний в других частях Мадуры: в этот исторический период на острове существовало несколько небольших княжеств, контроль над которыми в XVII веке начал постепенно переходить от яванского султаната Матарам к голландским колонизаторам. Интеграции Мадуры и распространению заведенного в Суменепе обычая способствовал завершившийся в 1743 году переход всего острова под власть Нидерландской Ост-Индской компании.
Именно в эпоху нидерландского колониального владычества традиция проведения гонок на бычьих упряжках постепенно приняла общемадурский характер. Соревнования остались приурочены к завершению сбора урожая основных местных сельскохозяйственных культур, к числу которых, наряду с привычным рисом, при голландцах прибавились кукуруза и табак. При этом их стали проводить в несколько этапов, в финальном из которых сходились наиболее быстрые упряжки со всех уголков острова. К концу первой четверти XX века гонки уже весьма обстоятельно готовились как массовые зрелищные мероприятия: их проведение анонсировалось в печатных объявлениях, заблаговременно оборудовались места для публики с выделением сектора для почетных гостей — представителей мадурской знати и сотрудников колониальной администрации.

### В независимой Индонезии
В независимой Индонезии гонки не только в полной мере сохранились, но и еще более официализировались: стали контролироваться и поощряться со стороны государства как важная культурная традиция Мадуры. К концу 1980-х годов популярность бычьих гонок выросла настолько, что для победителя финальных соревнований был учреждён переходящий приз от имени президента Индонезии. Состязания стали преподноситься как главная туристическая достопримечательность острова. Сцена гонок изображена на реверсе монеты достоинством 100 индонезийских рупий, выпускавшейся в 1991—1998 годах, а также фигурировала на нескольких индонезийских почтовых марках.
Среди самих мадурцев популярность гонок приобрела в полной мере культовый характер. По посещаемости они превосходят любые другие спортивные и развлекательные мероприятия, проводимые в этой части Восточной Явы. Очень многие среди мадурцев, живущих и работающих за пределами своей «малой родины» — численность которых в полтора-два раза превышает численность мадурцев на самой Мадуре — стараются в сезон гонок приехать на побывку в родные места, чтобы присоединиться к числу зрителей.

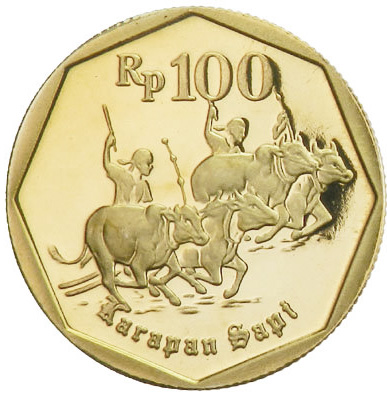
Монета в 100 индонезийских рупий с изображением сцены из бычьих гонок. Выпускалась в 1991-1998 годах

В то же время, в начале XXI века усилилась критика мадурских бычьих гонок со стороны индонезийских организаций защитников животных. Их беспокойство вызывало жестокое обращение с ездовыми быками — прежде всего, использование наездниками особых, негуманных кнутов: с давних времён участники мадурских гонок осуществляли различные доделки традиционных кожаных бичей, чтобы как можно более эффективно погонять быков. К числу таких ухищрений, называемых по-мадурски реке́нг (мад. rekeng), относилось вплетение в кнуты обрезков лезвий и гвоздей, раздирающих шкуру животных до крови, а также пропитка их лимонным соком или перечной настойкой — для дополнительного раздражения нанесённых быкам ран. Союзником зоозащитников выступило мусульманское духовенство, традиционно пользующееся высоким авторитетом среди мадурцев. В 2013 году Индонезийский совет улемов публично поддержал заботу о животных как богоугодное дело, а рекенг объявил грехом. Кроме того, исламские богословы обратили внимание на то, что бычьи гонки регулярно становятся предметом денежных ставок, которые в их понимании по греховности приравниваются к азартным играм.
Подобная критика была встречена в штыки бычьими наездниками, которые защищали рекенг как неотъемлемую часть мадурских традиций. Многие из них угрожали отказом от участия в гонках в случае, если им будет отказано в праве на придание кнутам дополнительной эффективности. Однако общественный резонанс, вызванный выступлениями зоозащитников и представителей исламского духовенства, был весьма серьёзно воспринят властями Индонезии. В том же 2013 году было принято решение о снижении уровня награды для победителям гонок: кубок от имени президента заменялся кубком от имени губернатора провинции Восточная Ява, к которой относится Мадура.
В течение нескольких последующих лет практика рекенга была предметом активных общественных дискуссий. После неоднократных безрезультатных призывов к наездникам отказываться от травмирующих кнутов, администрация Восточной Явы в 2017 году приняла постановление о временной приостановке практики гонок — до решения соответствующего вопроса. Столь жёсткая мера вынудила организаторов и участников гонок согласиться на запрет рекенга, который был зафиксирован на уровне провинциального законодательства. Это позволило не только продолжить гонки, но и возобновить вручение приза от имени президента.
В условиях пандемии COVID-19 на мадурские бычьи гонки, как и на многие другие массовые мероприятия, были наложены определённые ограничения. Так, в 2020 году соревнования проводились без зрителей, а наездники допускались к участию в них на основании медицинского тестирования. При этом власти не оставляют усилий по дальнейшей популяризации этих состязаний из расчёта не только на индонезийских, но и на зарубежных туристов. Так, Ла Ньялла Матталитти, спикер Совета представителей регионов — верхней палаты Народного консультативного конгресса Индонезии — в апреле 2021 года заявил о необходимости превращения мадурских гонок на бычьих упряжках в культурно-развлекательное мероприятие мирового уровня.

## Мадурские быки

### Общая характеристика породы

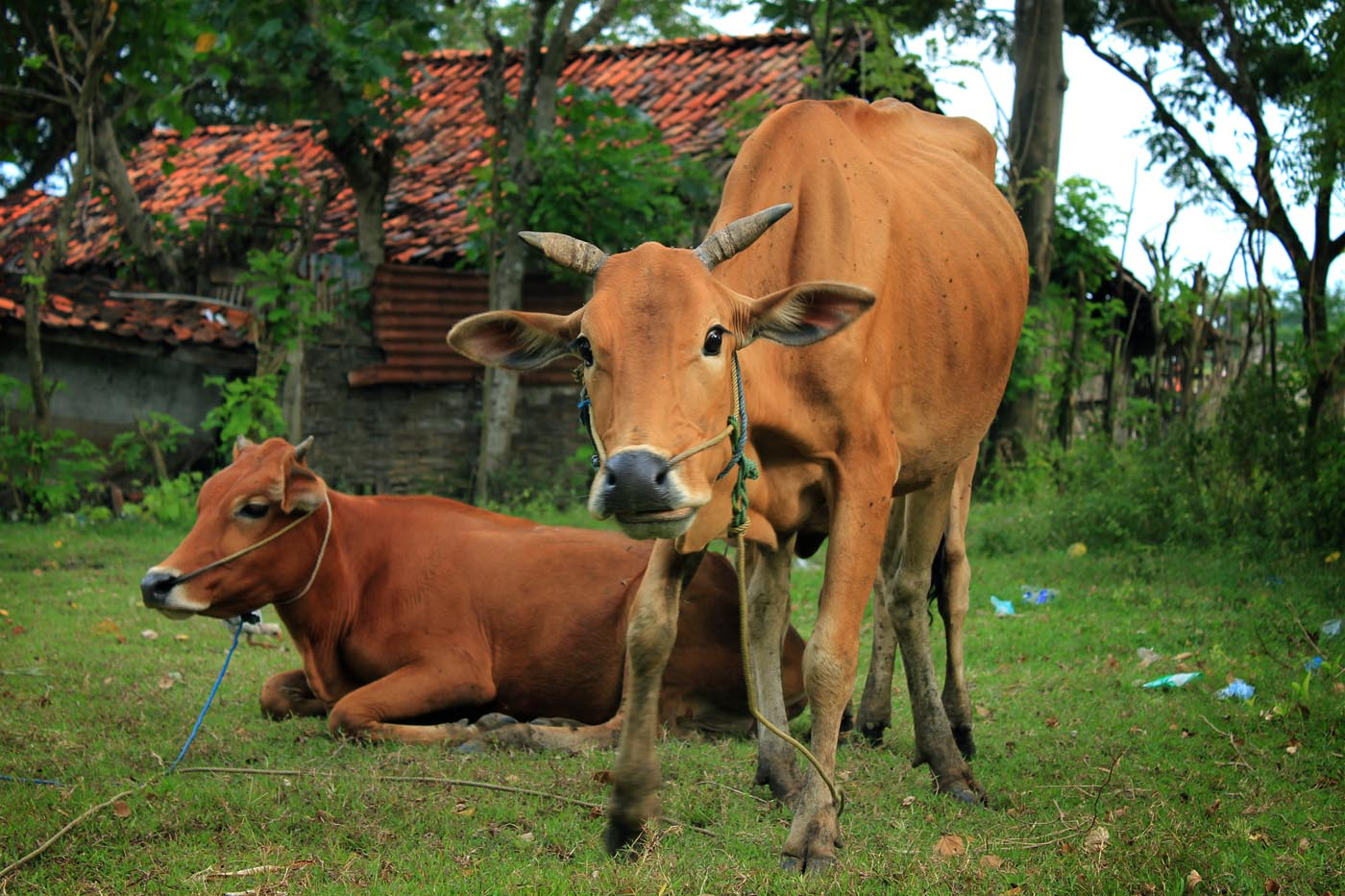
Мадурские коровы

В качестве ездовых животных на гонках используются самцы аборигенной мадурской породы крупного рогатого скота. Она представляет результат скрещивания зебу, завезённого на Зондские острова из Индии, c местным бантенгом. Гибридизация этих двух видов произошла на Мадуре около 1500 лет назад, и с тех пор выведенная порода является основой местного  скотоводства. Животные используются как тягловые — их запрягают в плуг для вспахивания полей, а также для получения мяса.
По меркам крупного рогатого скота представители породы имеют средний или мелкий размер: высота самцов в холке около 130 см, вес — до 450 кг. Масть — красно-коричневая, копыта обычно светлее основного окраса, а вдоль хребта может проходить неширокая полоса тёмной шерсти. На спине имеется небольшой горб, на шее — небольшой подвес. Рога небольшие, направлены в стороны. Хвост длинный, с тёмной кисточкой.

### Отбор и подготовка беговых быков
Подбор быков для гонок проводится очень обстоятельно. Наиболее резвых телят отбирают в возрасте 3—4 месяцев и переводят на усиленный режим питания: помимо обычных кормов, в их рацион начинают вводить множество дополнительных продуктов, совершенно нетипичных для кормежки обычного скота: яйца, кукурузную муку, мёд, тамаринд, имбирь, пальмовый сахар и, нередко, измельчённую варёную курятину. Кроме того, будущим бегунам регулярно дают различные джаму — традиционные индонезийские снадобья, в том числе для возбуждения аппетита. С 10 месяцев обычно начинаются беговые тренировки, и, в случае демонстрации бычком хороших показателей, к двум годам он становится пригоден для забегов. С этого момента доля высококалорийных пищевых добавок в его рационе возрастает, всё более обильными и разнообразными становятся джаму. Помимо этого, быкам начинают регулярно делать массаж: «массажист» чаще всего разминает загривок и спину животного ногами. Непосредственно перед состязаниями быка переводят на совершенно особое питание: так, если в предыдущие месяцы ему каждый день скармливают от 10 до 20 куриных яиц, то за несколько дней до забега их ежедневное потребление доводят до сотни. При этом джаму доводятся до ударных доз и к ним нередко прибавляются алкогольные напитки — пиво или перегнанный туак. С учётом такой диеты выращивание и содержание бегового быка становятся достаточно дорогостоящими занятиями — расходы на «бегуна» в несколько раз превышают расходы, которые несет владелец обычного быка той же мадурской породы. Дополнительной, причём весьма существенной статьей расходов может стать оплата услуг знахаря-колдуна, который с помощью различных заклинаний, снадобий и талисманов берётся укрепить силы быка и обеспечить его удачу на гонках.

Небольшой остров Сапуди у восточной оконечности Мадуры — главный центр разведения беговых быков

Быки, пригодные к гонкам, составляют крайне немногочисленную элиту в рамках мадурской породы крупного рогатого скота. Так, если на конец 2010-х годов общее поголовье последней превышало миллион, то в состязаниях в этот период участвовало лишь около 1200 быков. Исторически на разведении быков «гоночного профиля» специализируются главным образом заводчики северных и восточных районов Мадуры, а также близлежащего острова Сапуди. Именно с Сапуди, несмотря на его крошечный размер — в десятки раз меньше самой Мадуры, происходит бо́льшая часть «бегунов»: так, из вышеуказанных 1200 быков сапудскими были около 800. В этой связи власти Восточной Явы разрабатывают планы по законодательному закреплению за Сапуди статуса резервата, который обеспечил бы дальнейшее интенсивное разведение элитных быков и исключил бы возможность скрещивания местных представителей мадурской породы скота с представителями завозных пород, что имеет место во многих районах Мадуры.  
В ходе многовековой практики отбора быков для гонок сложилась весьма своеобразная шкала требований к характеристикам самцов: однозначный приоритет заводчиками стал отдаваться некрупным, худощавым особям, которые способны развить максимальную скорость на достаточно короткой дистанции. Это, по мнению специалистов, способствовало постепенному измельчанию породы, снижению её тягловых качеств и мясной продуктивности. Стремясь остановить эту тенденцию, местные власти в 1970-е годы обязали организаторов гонок ввести минимальное ограничение по габаритам быков: по установленным тогда правилам к состязаниям перестали допускаться животные ростом менее 120 см в холке.

## Организация гонок

### Иерархия гонок

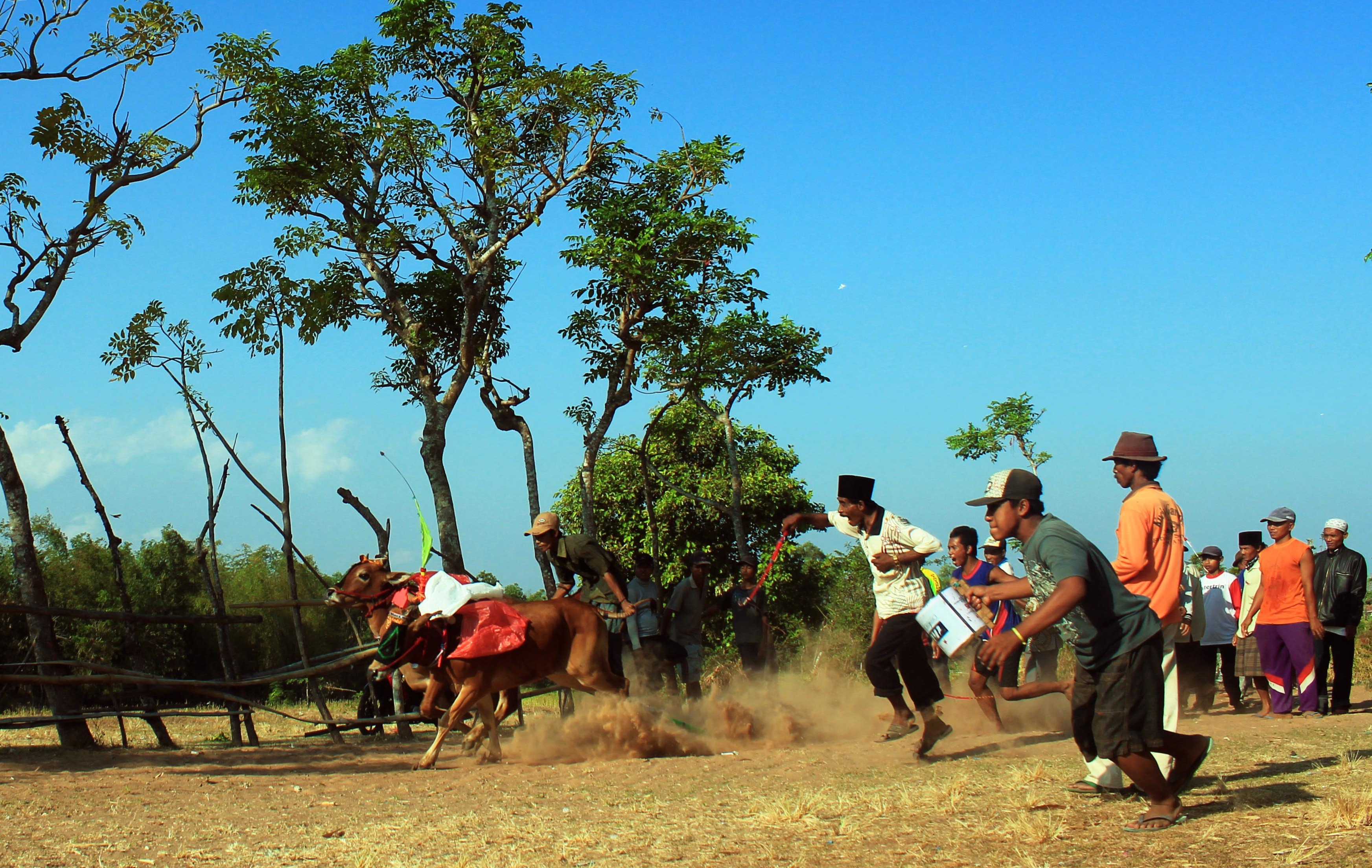
Тренировочный заезд бычьей упряжки в мадурской деревне

Гонки на бычьих упряжках проводятся на Мадуре ежегодно, их сезон обычно продолжается с августа по конец октября или начало ноября. Помимо официальных состязаний, календарь которых каждый год согласовывается организаторами с администрацией провинции Восточная Ява, проводятся и неофициальные — в начале сезона, которые носят тренировочный и развлекательный характер и в организационном плане относятся к компетенции сельских старост. Официальные же гонки проходят начиная с сентября в три этапа в соответствии с административно-территориальным делением острова: на районном, окружном и общемадурском уровне. В последних, финальных, которые проводятся во второй половине октября или, реже, в начале ноября, принимают участие сильнейшие упряжки четырёх округов Мадуры — обычно по четыре или по шесть от каждого. По установившейся практике, накануне финального состязания бычьих упряжек проводится финальный общемадурский тур сапи-сонока — конкурса красоты среди элитных коров мадурской породы.
Победителям соревнований на районном и окружном уровне обычно вручаются призы от имени руководителей соответствующих местных администраций. По традиции, установившейся еще в колониальные времена, финальные соревнования до недавнего времени проводились исключительно в Памекасане, который в период голландского владычества и в первые годы индонезийской независимости был административным центром всей Мадуры — до разделения территории острова на несколько округов. Однако в 2019 году администрацией Восточной Явы было принято решение о поочередном проведении финальных состязаний бычьих упряжек в административных центрах всех четырёх округов острова, которые одноименны самим округам — Банкалане, Сампанге, Памекасане и Суменепе.

### Подготовка к состязаниям
Перед началом заездов неизменно проводится торжественный смотр ездовых быков. Животных обвешивают многочисленными, часто весьма массивными украшениями из цветных металлов, кожи, тканей и других материалов. После этого их запрягают в парные тонкие хомуты особой прямоугольной формы, верхние планки которых упираются в передний скат горбов, и долго водят вокруг площадки, предназначенной для забега. Это действо обычно сопровождается игрой гамелана либо сароне́на: в первом из этих видов традиционных индонезийских оркестров используются преимущественно гамбанги, гендеры и подвесные гонги, во втором — дудки особой конструкции, небольшие барабаны и портативные гонги. По завершении смотра большую часть украшений снимают: оставить могут лишь те, которые не отягощают быков, не мешают их движению или обзору.

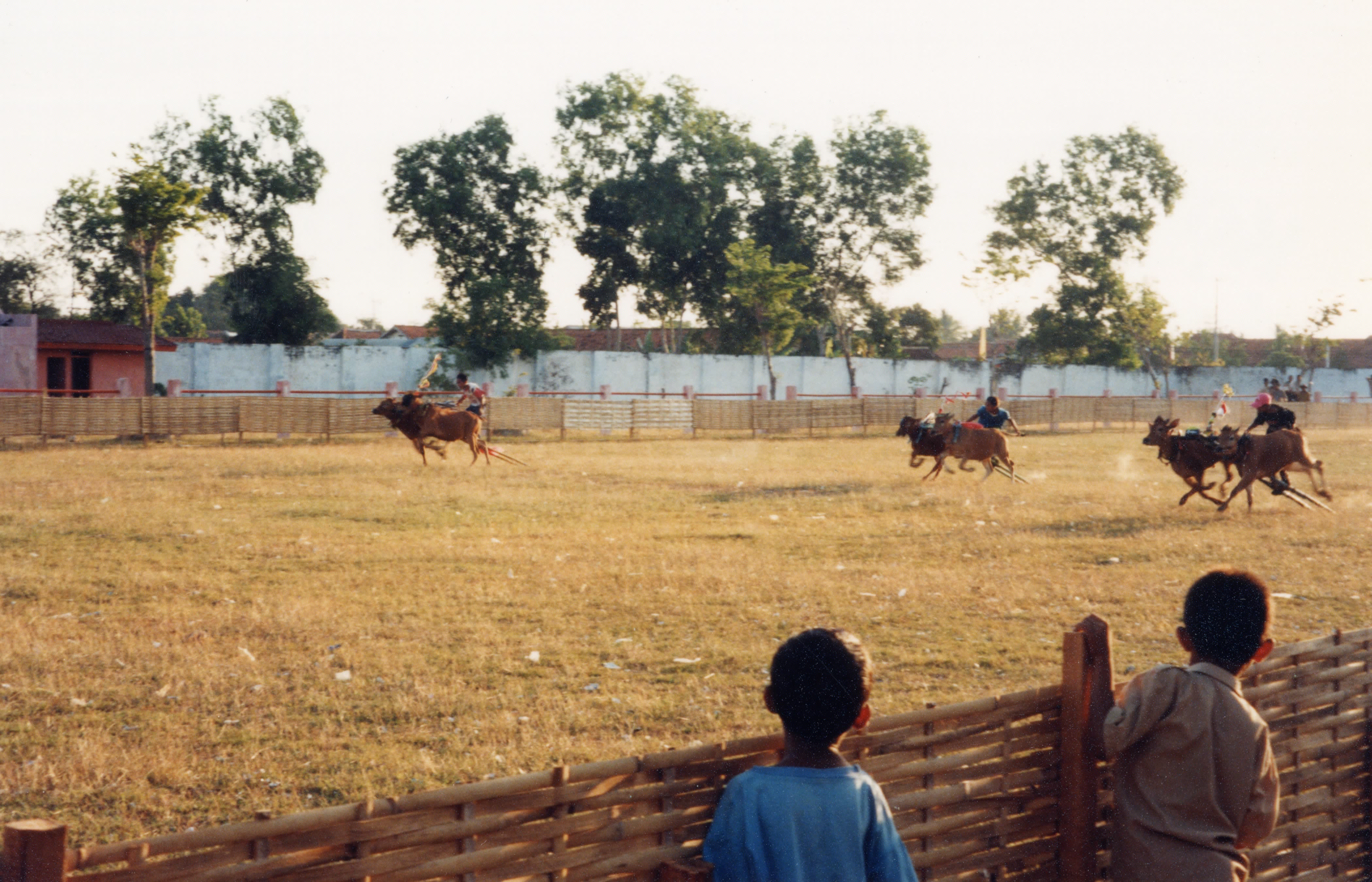
Гонка бычьих упряжек в округе Суменеп

Каждую пару быков во время подобного парада сопровождают владелец, наездник и целая группа персонала с особыми обязанностями у каждого: разные люди отвечают за кормление быков перед гонкой и выдачу им необходимых снадобий, их украшение, проведение на поводу в ходе смотра, удержание на верёвке до нужного момента на старте и даже за нанесение первого удара кнутом. Наездники, как и любые другие члены «команды обслуживания» быков, могут быть родственниками владельцев животных, но чаще являются наёмными работниками. В случае победы упряжки в гонках или, по крайней мере, попадания её в тройку лидеров, каждый из наёмных членов команды, помимо установленного жалования, получает от владельца дополнительный гонорар. Из соображений уменьшения нагрузки на быков для обеспечения их максимальной скорости владельцы предпочитают нанимать возницами худощавых мужчин невысокого роста либо же юношей или даже детей, благо каких либо ограничений по возрасту правила состязаний не предусматривают. Так, например, финальную гонку на приз президента 2012 года выиграла пара быков под управлением 11-летнего мальчика, которому за это достижение владельцем животных был подарен мотороллер Honda FC50.
Применение перед забегами допинга не только не возбраняется, но считается доброй традицией. Поэтому очень часто за считанные минуты до старта профильные «специалисты» из команды обслуживания у всех на виду потчуют животных возбуждающими джаму и спиртными напитками.

### Проведение забегов
Арены для состязаний бычьих упряжек представляют собой прямоугольные участки земли, засаженные травой, которые в обязательном порядке обносятся прочной изгородью высотой не менее метра. Упряжки и сопровождающие их люди заходят на поле со стороны одного из коротких бортов: в нем либо оборудуются ворота, либо он целиком укладывается на землю. Единого стандарта дистанции не существует: длина различных «быкодромов» колеблется от 100 до 140 метров. Соответственно, временны́е рекорды могут фиксироваться лишь для отдельно взятой арены. С учетом того, что наиболее быстрые упряжки развивают скорость свыше 40 км/ч, 120-метровую дистанцию они могут преодолеть за 9—10 секунд. В случае прихода двух пар быков к финишу «ноздря в ноздрю» результат забега определяется жюри.

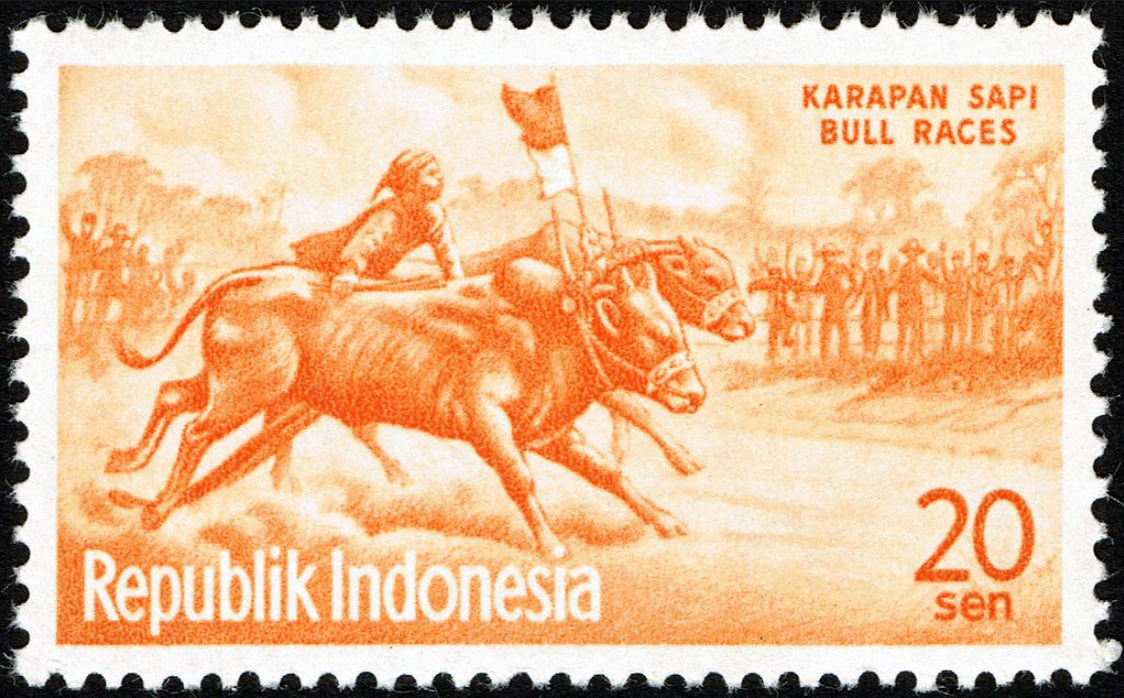
Индонезийская почтовая марка 1961 года с изображением мадурских гонок на бычьих упряжках

Никакой разметки на поле для гонок не наносится. Упряжки состязаются по две за каждый заезд, продвигаясь по полю вдоль противоположных длинных бортов. Исключение может составлять последний заезд соревнований, в котором при определенном количестве участников начального тура сходятся не две, а три экипажа. Сигнал для старта подает взмахом флажка один из организаторов забега, который обычно стоит на середине поля. В момент старта поводырь спускает упряжку с привязи, его «коллега»  хлещет быков кнутом, а остальные члены команды, как правило, стараются напугать животных громкими криками либо шумом, издаваемым с помощью барабанов, жестянок, наполненных камнями, и других подобных устройств. При этом они могут пробежать какое-то расстояние по полю вслед за удаляющейся упряжкой — это не возбраняется правилами.
Повозка, в которую запрягается пара быков, представляет собой весьма лёгкую конструкцию — волокушу без колёс. Она состоит из двух тонких оглобель, соединённых в нижней части небольшой перекладиной, на которую и становится возница. Нижние концы оглобель упираются в землю и волокутся по ней во время забега, иногда образуя довольно глубокие борозды. Возница, держащий в одной руке кнут или заостренный бамбуковый прут, наклоняет корпус вперед и свободной рукой обычно держится за хвост одного из быков, что помогает ему удерживать равновесие на шаткой подножке. Последнее является весьма нелегкой задачей с учетом высокой скорости быков и шаткой конструкции повозки: нередкие падения погонщиков на землю, как правило, оборачиваются серьезными травмами.
Финал бегов проводится во второй половине октября, реже, в начале ноября и традиционно состоит из четырех раундов, каждый из которых состоит из серии парных забегов. По результатам первого из них упряжки делятся на две группы — сильнейших и слабейших, и последующие два тура состязания проводятся отдельно для каждой из них. И в той, и в другой действует принцип выбывания половины слабейших, в результате чего в последний, четвёртый забег выпускаются две либо три самые быстрые упряжки из каждой группы. После завершения гонки устраиваются торжества: владельцу упряжки-победительницы в группе сильнейших вручается приз от имени президента страны, и, нередко другие награды и даже денежные призы — от руководства округа, организаторов и спонсоров соревнований. Пару быков, завоевавших победу, долго водят по стадиону под овации зрителей.
Победа в финальных состязаниях очень сильно повышает авторитет владельца быков — в своей местности он становится видным человеком. Кроме того, подобный триумф имеет и весьма существенное материальное выражение — рыночная стоимость быков, занявших призовые места, многократно возрастает. Даже их потомство подаётся значительно дороже, нежели обычные телята мадурской породы.